# 秋山哲男
秋山 哲男（あきやま てつお、1948年9月21日 - ）は、日本の都市学者。東京都生まれ。

## 略歴
1967年東京都立町田高等学校卒業
1972年明星大学理工学部卒業
1974年明星大学大学院理工学研究科修士課程修了（土木工学専攻）
東京都立大学 (1949-2011)（現首都大学東京）工学部土木工学科助手などを経て、2001年都市環境学部・大学院都市環境科学研究科教授に就任
2001年～2010年都市環境学部・大学院都市環境科学研究科教授
2011年～北星学園大学客員教授
2012年早稲田大学文化構想学部非常勤講師
2012年東京大学まちづくり大学院非常勤講師
交通におけるユニバーサルデザインなどを研究し、町田市交通マスタープラン推進委員会委員長、町田市都市計画マスタープラン改定に関する特別委員会などに参加していた。
2006年には世田谷区まちづくり功労賞、ユニバーサルデザイン統括を務めた沼津駅北口広場が「土木学会デザイン賞2008」優秀賞を受賞している。
2010年2月、東京都町田市長選挙に民主党・社会民主党・国民新党推薦で立候補するも、現職の石阪丈一に3万票以上の大差をつけられ惨敗した。
中央大学研究開発機構に所属（2015年現在）。
一般社団法人日本福祉のまちづくり学会会長（2015年6月現在）。

## おもな著書
- 共著「生活支援の地域公共交通」都市科学叢書3 学芸出版社 2009
- 共著「バリアフリーの生活環境論」 医歯薬出版 2004
- 共著「都市交通のユニバーサルデザイン―移動しやすいまちづくり」学芸出版社 2001年
- 「住民参加のみちづくり―バリアフリーを目ざした湘南台の実践から」 学芸出版社　2001
- 共著「バスはよみがえる」 日本評論社　2000
- 共著「まちづくり」（講座 高齢社会の技術） 日本評論社　1996
- 共著「移動と交通」（講座 高齢社会の技術） 日本評論社　1996
- 共著「高齢社会の適正技術」（講座 高齢社会の技術） 日本評論社　1996
- 「高齢者の住まいと交通」都市科学叢書 学芸出版社　1993
- 「高齢者の社会参加とまちづくり―ハンディキャップを持つ人がいきいき暮らせるまちを求めて」公務職員研修協会　1988